# Amélie de Hesse-Darmstadt
 (avril 2017).
Si vous disposez d'ouvrages ou d'articles de référence ou si vous connaissez des sites web de qualité traitant du thème abordé ici, merci de compléter l'article en donnant les références utiles à sa vérifiabilité et en les liant à la section « Notes et références ».
Amélie de Hesse-Darmstadt fut l'épouse du prince héréditaire de Bade. Elle eut une grande influence sur son gendre le tsar Alexandre Ier de Russie.

## Biographie

### Entre Berlin et Saint-Pétersbourg

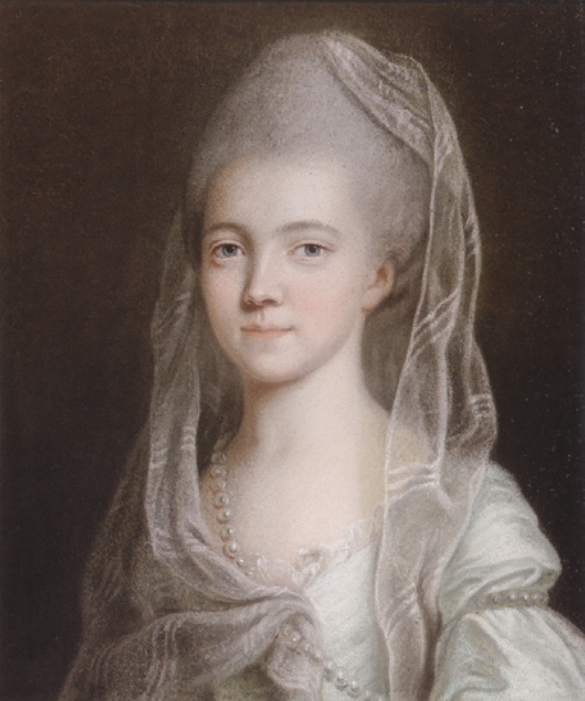
La princesse Amélie à l'âge de 13 ans (Huin, 1767)

Amélie est la fille du landgrave Louis IX de Hesse-Darmstadt et de Caroline de Palatinat-Deux-Ponts-Birkenfeld.
Grand admirateur du feu roi Frédéric-Guillaume II de Prusse, le landgrave consacra son règne à développer son armée. D'ailleurs, il était également officier dans l'armée prussienne et c'est pour cette raison qu'Amélie naquit le 20 juin 1754 à Prenzlau, ville où stationnait le régiment de son père. La mère de la princesse Amélie était une princesse cultivée qui fit l'admiration de toute l'Europe et qui inspirait de l'estime même au très misogyne Frédéric II de Prusse. Cette admiration amena le souverain prussien à marier son neveu et héritier à Frédérique, aînée des filles du landgrave et de la landgravine.
Ce premier mariage en entraîna d'autres. La tsarine Catherine II de Russie voulait marier son fils et en 1772 invita la landgravine et ses trois filles nubiles, Amélie, Louise et Wilhelmine à Saint-Pétersbourg. C'est Wilhelmine qui fut choisie. Arrivée en Russie en juin 1773, elle y fut mariée dès le mois de septembre, n'y fut guère heureuse, prit un amant et mourut en couches après trois ans de mariage.
Ce faisant, les princesses de Hesse, belles-sœurs du prince royal de Prusse et du tsarévitch, devenaient des partis de plus en plus intéressants. Louise épousa le duc Charles-Auguste de Saxe-Weimar-Eisenach tandis qu'Amélie épousait le 15 juillet 1775 son cousin Charles-Louis, prince héréditaire de Bade.

### Bade

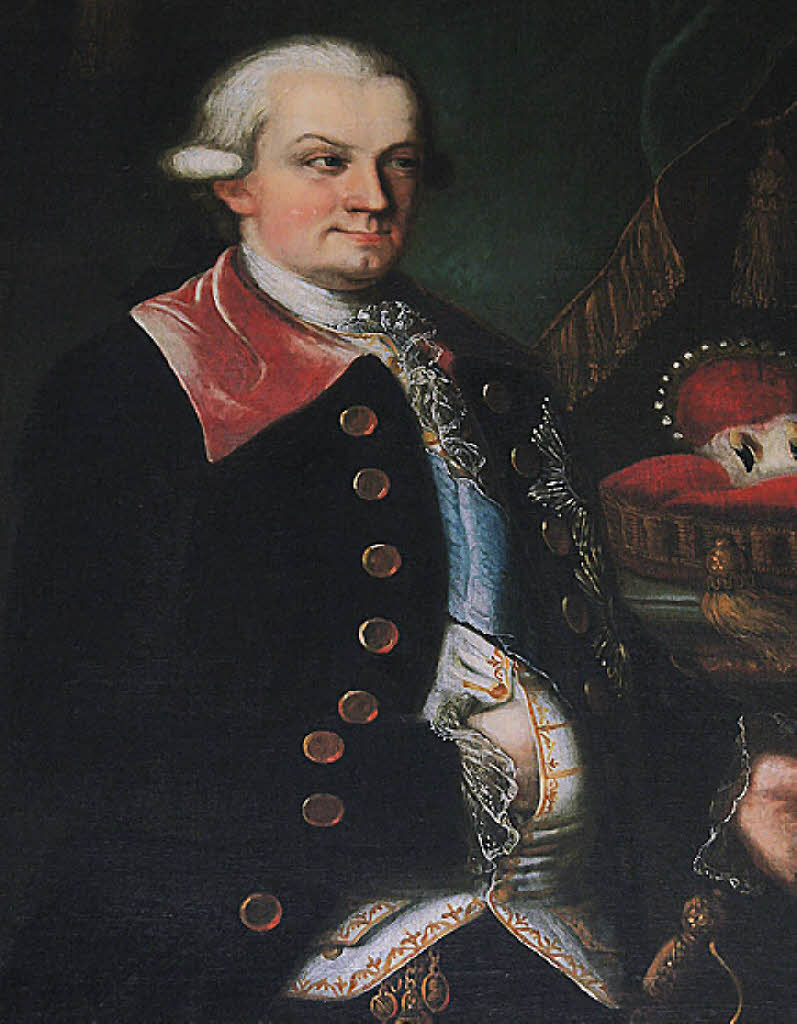
Le margrave héréditaire Charles-Louis

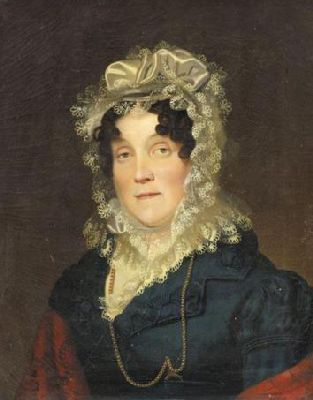
Amélie de Hesse-Darmstadt, margravine héréditaire de Bade.

Le margraviat de Bade était un petit état morcelé sur les bords du  Rhin frontalier avec le Royaume de France. 
Très vite, la jeune princesse fut confrontée à l'ennui. La vie à la cour de Bade lui parut bien provinciale en comparaison des cours de Berlin et de Saint-Pétersbourg.
Elle n'eut jamais des relations simples avec sa belle-mère et tante, la margravine Caroline-Louise, se plaignit de la froideur de son beau-père le margrave Charles-Frédéric de Bade — dont le gouvernement était loué par l'Europe des Lumières — et de l'immaturité de son mari. Nonobstant cette vie sans joie, Amélie mit au monde sept enfants mais seulement deux fils dont l'un mourut au berceau :
- Catherine Amélie Christiane Louise (13 juillet 1776-26 octobre 1823)
- Caroline de Bade (13 juillet 1776-1841), épousa en 1797 Maximilien Ier de Bavière (1756-1825) et fut la grand-mère de l'empereur François-Joseph Ier d'Autriche ;
- Louise Augusta de Bade (1779-1826) (Elisabeth Alexeïevna pour la religion orthodoxe), elle épousa en 1793 le tsar Alexandre Ier de Russie (1777-1825)
- Frédérique de Bade (1781-1826), en 1797 elle épousa le roi Gustave IV Adolphe de Suède (divorce en 1812) dont Sophie mariée en 1819 à Léopold de Hochberg
- Marie de Bade (1782-1808), en 1802 elle épousa Frédéric-Guillaume de Brunswick-Wolfenbüttel (1777-1815)
- Charles Frédéric de Bade (1784-1785)
- Charles II de Bade, grand-duc de Bade épousa en 1806 Stéphanie de Beauharnais (1789-1860), princesse impériale de France
- Wilhelmine de Bade (1788-1836), en 1804 elle épousa le grand-duc Louis II de Hesse-Darmstadt dont Marie épouse en 1841 le tsar Alexandre II de Russie.

En 1783, la margravine Louise-Caroline mourut et Amélie tint le rôle de première dame jusqu'au mariage de son fils en 1806. 
Cependant le margrave Charles-Frédéric était toujours ardent et souhaitait se remarier. Attachée à son rang comme son mari à son héritage, le couple des princes héréditaires voyait avec crainte une nouvelle margravine tenant le premier rôle à Bade et donnant d'autres princes à la couronne. Ils poussaient leur père et beau-père à trouver une favorite plutôt qu'une épouse. Le choix du margrave sexagénaire se fixa sur une jeune fille de 18 ans, Louise Geyer de Geyersberg qui fut titrée baronne puis comtesse de Hochberg.  
Celle-ci ne voulut céder que si le margrave l'épousait. Il fallut donc en passer par un mariage morganatique : la nouvelle épousée ne porterait pas le titre et ne remplirait pas les devoirs d'une margravine de Bade et les enfants issus de ce mariage seraient déclarés légitimes mais inaptes à succéder au trône de Bade. Une telle union hypothéqua gravement l'histoire du pays de Bade au siècle suivant.

### L'ombre de l'Europe
Deux années plus tard, la révolution éclata en France. Le margraviat de Bade, frontalier du Royaume, voyant avec crainte les évènements se précipiter, accorda l'asile à de nombreux nobles français, notamment au Duc d'Enghien prince du sang. Le prince Français âgé de 20 ans cherchait une épouse et jeta son dévolu sur Caroline. De crainte de froisser les farouches voisins français depuis peu républicains, le margrave préféra refuser cette alliance qui eût été autrefois des plus brillantes. Il trouva aussi rapidement une protectrice dans la puissante tsarine de Russie. 
En effet, la tsarine Catherine II de Russie, toujours soucieuse de marier intelligemment ses descendants et de porter son influence au cœur des États allemands et jusqu'à la frontière française, songea à la jeune princesse Louise-Auguste comme épouse pour son petit-fils le futur tsar Alexandre Ier. Le mariage eut lieu dès 1793. Les mariés étaient âgés de 16 et 14 ans. Ce mariage brillant fit la joie de l'ambitieuse Amélie, qui, autrefois, n'avait pas été choisie par le tsarévitch. Elle s'employa à tisser des liens étroits avec son nouveau gendre, sur lequel elle exerça une profonde influence. 
À son tour, cette union brillante en provoqua d'autres : tandis que les députés Français trainaient en justice et condamnaient à mort le couple royal, les troupes françaises déferlaient sur l'Europe, Caroline épousait en 1796 le duc Maximilien de Deux-Ponts, héritier de l'électeur de Bavière, Frédérique épousait en 1797 le roi Gustave IV de Suède. Marie épousa en 1802 le duc de Brunswick et Wilhelmine en 1804, son cousin le landgrave de Hesse-Darmstadt. Seule l'aînée, Amélie, sœur jumelle de Caroline, resta célibataire.

### Les gendres
Si la margravine héréditaire Amélie eut une grande influence sur le futur tsar, il n'en fut pas de même pour le roi de Suède. En effet, Gustave IV s'était épris d'une sœur du tsar. Or celui-ci ne voulait pas d'une alliance avec la Suède. Des différences de religion rendaient également difficiles la concrétisation de l'union et servirent de prétexte à l'abandon du projet. Le roi de Suède gardait sa rancune envers la Russie. Néanmoins, le mariage du roi de Suède avec une belle-sœur du tsar n'était qu'une manœuvre diplomatique pour rapprocher la Suède de la Russie. 
Amélie usa de toute sa patience maternelle pour obtenir la réconciliation de ses gendres; mais le roi de Suède n'y fut pas sensible. Destitué en 1809 après une guerre désastreuse contre la Russie, le couple royal et ses enfants trouva refuge en Bade mais divorça en 1812. La margravine Amélie s'occupa d'assurer à sa fille un train de vie correspondant à son rang et de l'éducation de ses petits-enfants.
Maximilien de Deux-Ponts accèda au trône de Bavière à la mort de son lointain cousin en 1799. De vingt ans l'aîné de Caroline, il avait l'âge d'Amélie et du prince héréditaire. Beau-père d'Eugène de Beauharnais en 1806 et, après la chute de l'empire Français, de l'empereur d'Autriche en 1818, il fut plus un souverain voisin soucieux de ses intérêts qu'un gendre.
Louis de Hesse-Darmstadt fut un mari frivole et dès 1809, les époux vécurent séparément. Dans les années 1820, Wilhelmine donna le jour à trois enfants que Louis reconnut mais que la rumeur publique prétendait adultérins.
Frédéric-Guillaume de Brunswick, fils d'une princesse Anglaise, se révéla aussi opposé à Napoléon que ses beaux-frères - y compris le grand-duc de Bade - lui était allié. Ses états furent confisqués en 1807, il dut se réfugier en Bade tandis que Marie, qui avait assisté aux dernières heures de son beau-père à Hambourg, rejoignit sa sœur Frédérique à Stockholm. De retour en Bade, elle y mit au monde son troisième enfant et mourut à Bruchsal de fièvre puerpérale dans les bras de sa mère. Elle avait 26 ans. Frédéric-Guillaume, laissant ses deux fils aux soins d'Amélie, retrouva l'armée Prussienne dès l'année suivante et devint un héros de la résistance contre l'occupation Française. Il mourut en 1815 lors de la bataille de Quatre-Bras.

### L'héritier

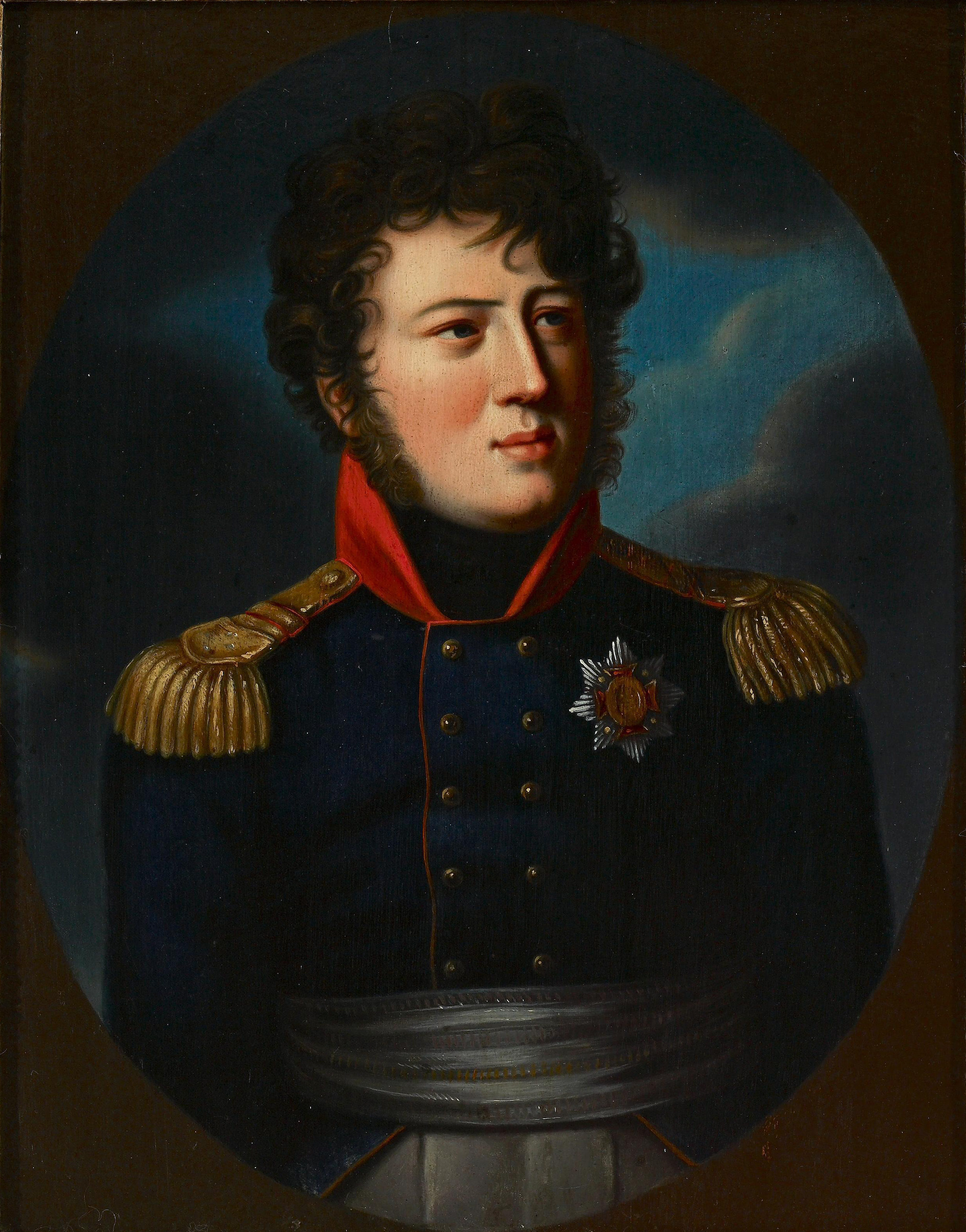
Le grand-duc Charles (1811)

En 1801 à la faveur de l'accession au trône de leur gendre, le margrave héréditaire, la margravine héréditaire et leurs enfants avaient effectué une visite en Russie puis en Suède pour visiter leurs filles.  
Lors d'une course en traîneau, le margrave héréditaire tomba et se tua. Amélie ne rentra en Bade qu'au printemps 1802. 
N'ayant plus aucun espoir de monter sur le trône de Bade, Amélie plaça toutes ses ambitions sur son unique fils, Charles, 16 ans, qui étouffa bien vite sous l'emprise maternelle. 
L'adolescent se confia à son oncle le prince Louis, qui avait toute la confiance du margrave régnant de plus en plus vieillissant. Or, le prince Louis, ambitieux et débauché notoire - il aurait été l'amant de la comtesse de Hochberg, l'épouse de son père voire le père de ses demi-frères  -  pervertit son neveu en l'entrainant dans ses frasques pour mieux le maintenir sous sa coupe.
De plus le jeune margrave, tout beau-frère du tsar de Russie et du roi de Suède qu'il était, affichait une admiration sans  borne pour le premier Consul puis empereur des Français Napoléon Bonaparte qu'Amélie abhorrait.

### Grandeur et misère d'un empereur

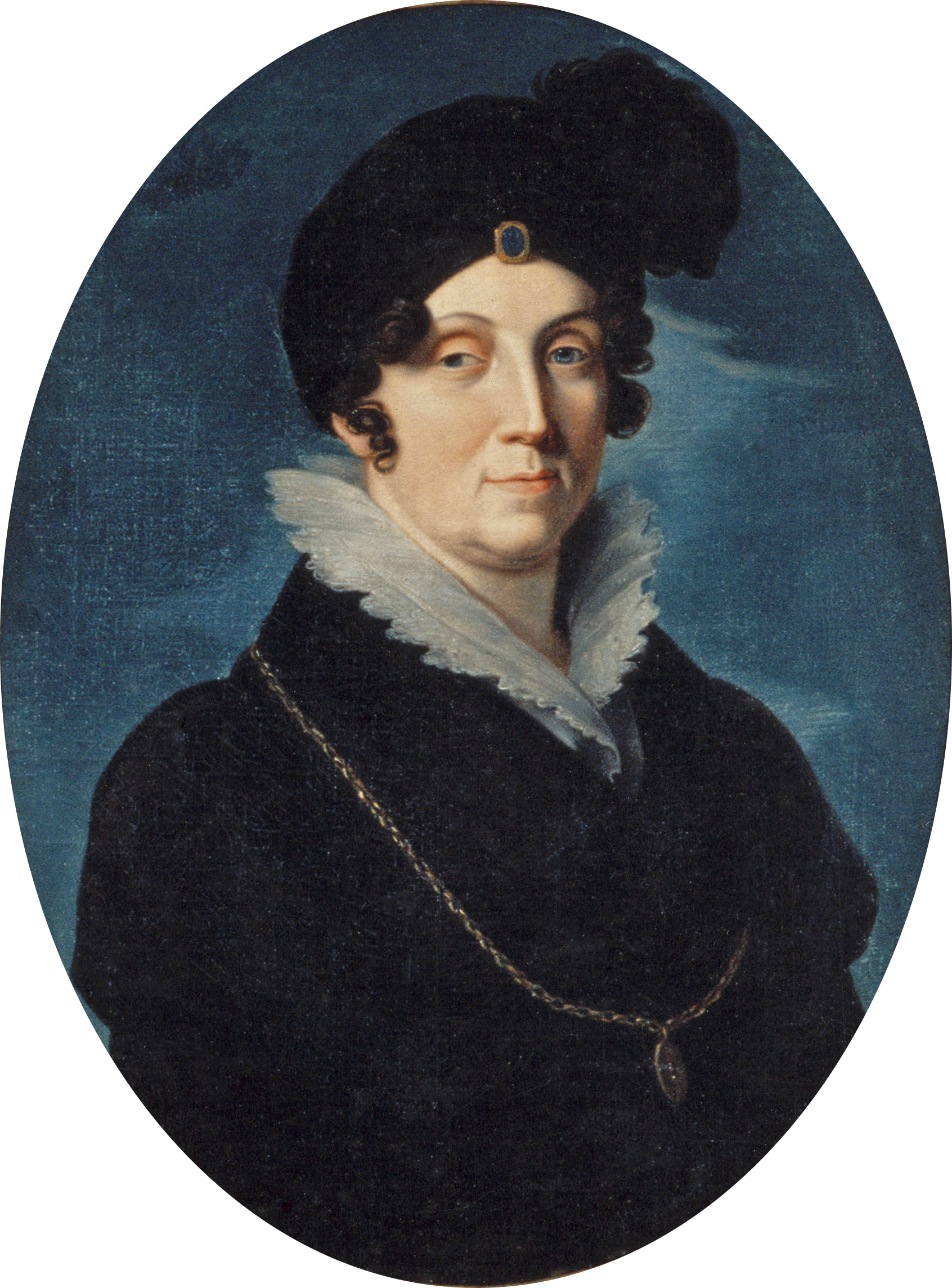
La margravine héréditaire, belle-mère du tsar, elle exerça sur celui-ci une forte influence

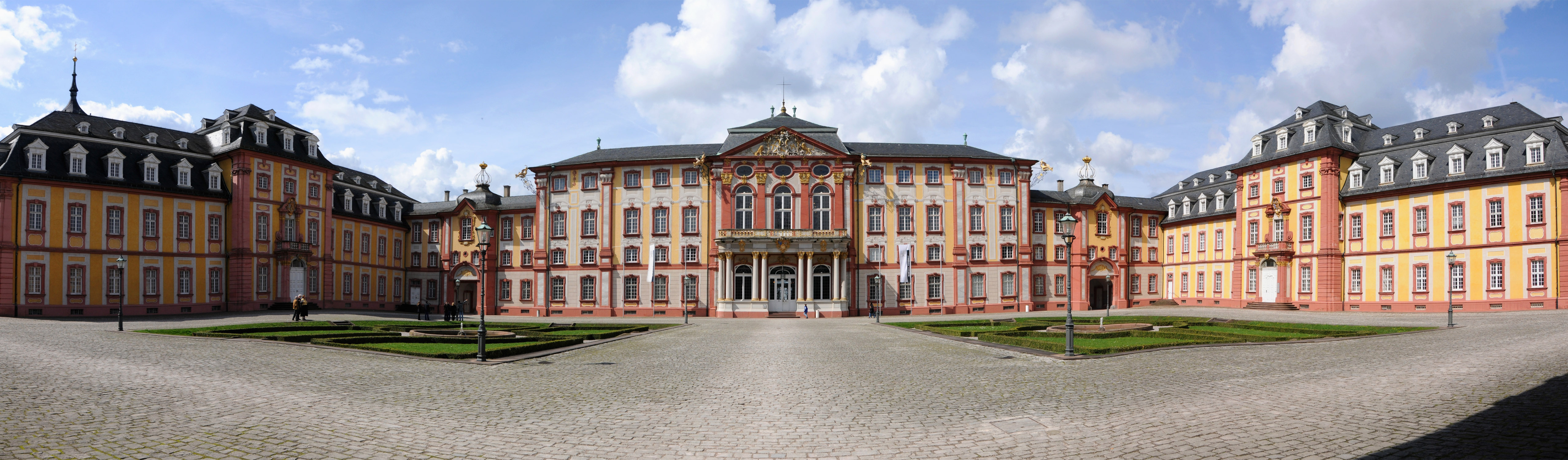
La palais de Bruchsal

À la suite du traité de Lunéville, le recès de la Diète d'Empire de 1803, influencé par la France et la Russie, avait profondément remanié la carte de l'Allemagne, supprimant la plupart des villes libres, les principautés ecclésiastiques et les petits états qui avait été donnés en compensation aux souverains dont les possessions étaient devenues Françaises. De même le nombre de membres du collège électoral fut augmenté au bénéfice de princes forcément reconnaissants envers la France. 
Ainsi Bade obtint une grande partie du Palatinat arraché à la Bavière et de la principauté ecclésiastique de Spire avec le Château de Bruchsal qu'affectionna Amélie. Le vieux margrave, comme le landgrave de Hesse-Cassel et le duc de Wurtemberg, était élevé à la dignité électorale ce qui l'autorisait à élire le futur empereur. Ce faisant, il était forcément l'allié - pour ne pas dire le vassal - de la France. 
La France se comporte en maître ; en 1804, des troupes françaises s'introduisirent clandestinement dans le margraviat et enlevèrent le duc d'Enghien qui, ramené à Paris, fut exécuté après un procès sommaire. Cet acte barbare causa un scandale énorme en Europe mais n'ébranla pas le pouvoir de "'l'ogre" qui, le 2 décembre suivant, à Notre Dame de Paris,  se couronna lui-même empereur en présence du pape Pie VII qu'il avait fait venir manu militari.
En 1806, acculé par la défaite l'empereur François II abdique et dissout le Saint-Empire fondé en 962 par Othon Ier. Napoléon impose son pouvoir à l'Allemagne en créant la confédération du Rhin dont il se déclare protecteur. L'électeur de Bade de plus en plus vieilissant et s'appuyant aveuglément sur son fils Louis comme ses pairs y adhère mais Amélie ayant ensuite empêché son fils de suivre l'empereur des Français dans une nouvelle campagne, l'électorat devient un grand-duché quand le Wurtemberg, la Bavière et la Saxe deviennent des royaumes et reçoivent des territoires supplémentaires. Napoléon affecte d'honorer ces antiques dynasties en mariant leurs rejetons à ses propres parents, gens de petite noblesse. Pour prévenir de telles humiliations, les princes allemands cherchent à s'unir entre eux mais c'est compter sans l'œil du nouveau maître. 

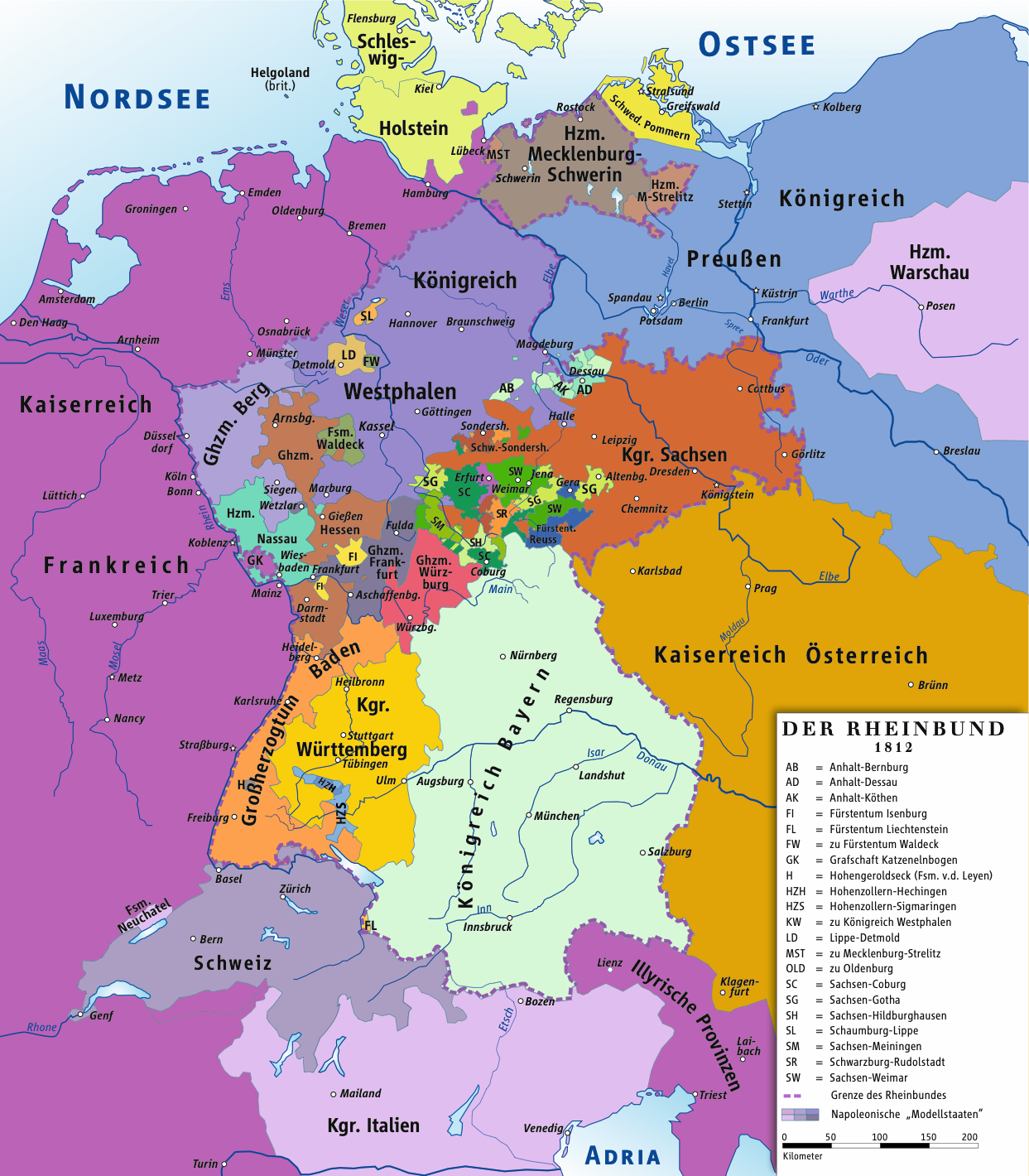
La confédération du Rhin lors de l'accession au trône du grand-duc Charles II (1812)

Ainsi, Caroline était devenue reine de Bavière et pour resserrer les liens entre Bavière et Bade, qui avait reçu une grande partie du Palatinat Bavarois, le jeune Charles avait été fiancé à la princesse Augusta de Bavière, fille que Maximilien avait eu d'un premier lit. Or Napoléon voulait l'alliance de la maison de Wittelsbach. Avec l'aide du vénal Louis de Bade, il "défiança" le jeune Charles et lui donna comme épouse  Stéphanie de Beauharnais, une nièce du premier mari de son épouse qu'il adopta, fit "princesse impériale" et à qui il donna en dot le Brisgau pris à l'Autriche. Augusta épousa Eugène de Beauharnais. Le mariage Badois commença mal, les deux époux de 17 et 19 ans étant immatures. Il fallut l'autorité impériale pour qu'au bout de quelques années ils daignent se rapprocher. 
Napoléon traitait les princes allemands comme des vassaux : il n'hésita pas à faire connaître au vieux grand-duc les dilapidations du prince Louis et à exiger son éloignement de la cour.
Le grand-duc, dont la politique avait emerveillé l'Europe des Lumières, mourut après 73 ans de règne, à 83 ans en 1811. Charles, âgé de 25 ans, lui succéda. Malgré l'opposition d'Amélie, il soutint Napoléon même quand celui-ci envahit la Russie dont sa sœur était la tsarine. Il resta autant qu'il le pût fidèle à son alliance, ne rejoignant le camp des alliés qu'à la dernière extrémité et pour éviter à ses états d'être envahis. L'empereur déchu lui conserva jusqu'à sa fin son estime. 
La jeune grand-duc restait cependant suspect aux yeux des vainqueurs et, pendant le Congrès de Vienne qui réorganisait l'Europe après la chute de l'empire Français, Amélie profita de l'influence qu'elle exerçait sur son gendre le tsar pour conserver à Bade ses acquisitions.

### Le mariage et la mort du fils
Amélie n'avait pu empêcher le mariage de son fils mais, après la chute de l'empire, malgré les pressions familiales, le jeune grand-duc refusa de se séparer de son épouse qui cumulait les inconvénients d'être la fille adoptive de l' "usurpateur" et catholique. D'abord très éloigné l'un de l'autre, Charles et Stéphanie s'étaient peu à peu rapprochés et de leur mariage étaient nés trois filles et deux fils dont l'aîné mourut au berceau dans des conditions étranges. La comtesse de Hochberg, veuve morganatique du feu grand-duc, fut soupçonnée d'avoir fait enlever le petit prince et de l'avoir échangé contre le corps sans vie d'un enfant mort-né. 
La question de la succession au trône se posait d'autant plus que sa vie de débauche avait ruiné la santé du jeune grand-duc. En 1817, celui-ci décida que ses grands-oncles Hochberg seraient dynastes. Pour affermir les droits de l'aîné d'entre eux, on le maria prestement à la princesse Sophie de Suède, une fille de la reine Frédérique qui, vivant aux crochets de sa famille badoise, n'avait pu refuser cette union.  
Le grand-duc mourut en 1818 à l'âge de 32 ans. Son oncle Louis lui succéda mais était resté célibataire. Il mourut en 1830 et Léopold de Hochberg lui succéda sans problème.

### La grand-mère de l'Europe

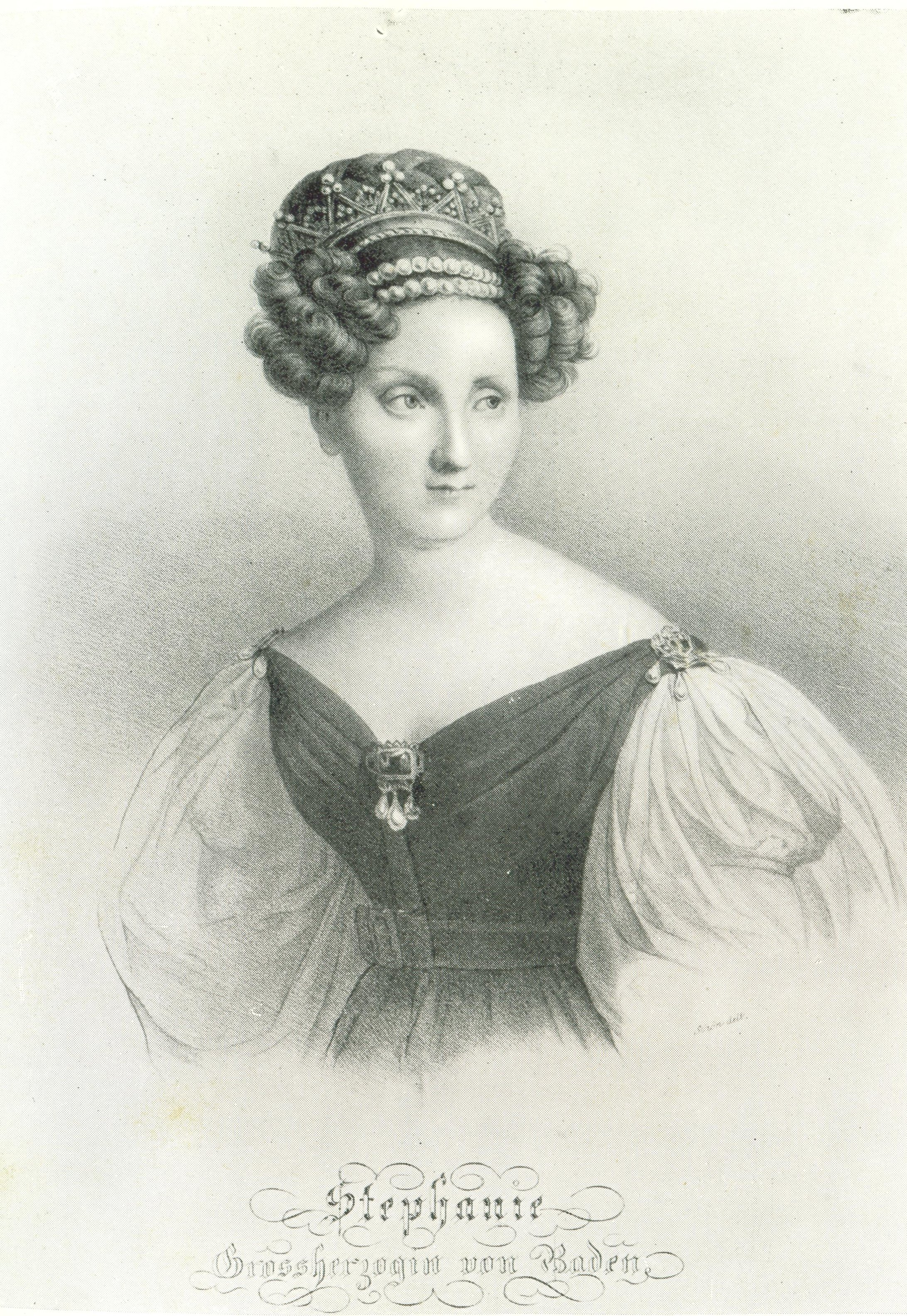
Stéphanie, une belle-fille irréprochable

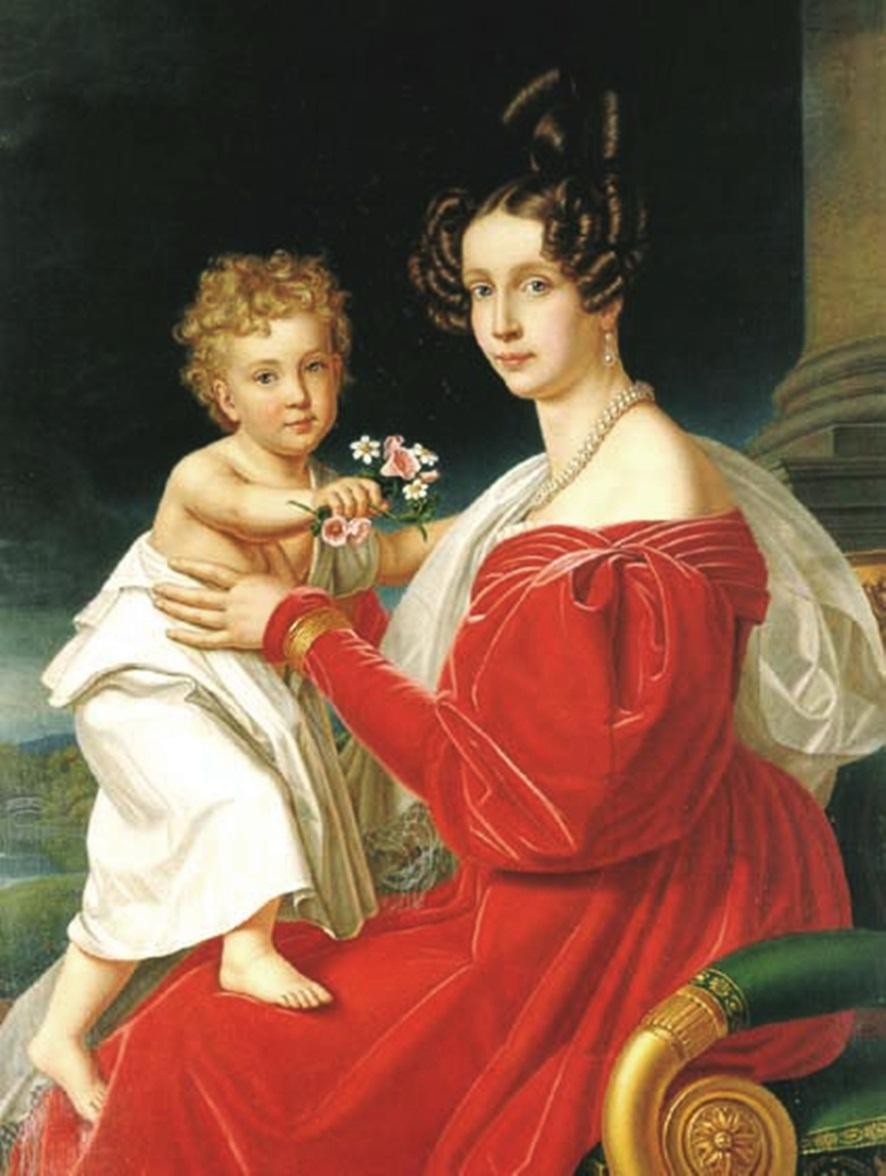
Une petite-fille et l'arrière-petit-fils d'Amélie : l'archiduchesse Sophie et le futur empereur François-Joseph

Retirée à Bruchsal, loin des intrigues de la cour depuis le mariage de son fils, Amélie se prit d'affection pour la belle-fille française qu'elle méprisait : Stéphanie de Beauharnais s'était montrée bonne épouse et mère attentive, elle fut une veuve irréprochable. 
Ayant fort brillamment marié ses filles, Amélie eut le bonheur de voir ses petites-filles occuper les trônes européens. Les filles de Caroline, Amélie et Marie, furent reines de Saxe, Élisabeth, reine de Prusse, et Sophie, en épousant en 1824 l'archiduc François-Charles d'Autriche, devint la mère de l'empereur François-Joseph Ier d'Autriche. La cadette, Ludovika, ne porta pas la couronne mais fut la mère de la célèbre Sissi, de la reine Marie de Naples et de la duchesse d'Alençon.   
En 1830, la fille aînée de Charles, Louise de Bade, épousa son cousin Gustave, prince de Vasa, le fils aîné de la reine Frédérique, qu'Amélie continuait de présenter comme prince héritier de Suède au grand dam des Bernadotte. Joséphine de Bade se maria après la mort de sa grand-mère mais fut l'ancêtre des Maisons royales de Roumanie, de Belgique et grand-ducale de Luxembourg. Quant à Marie de Hesse, fille cadette de Wilhelmine, elle devint, comme sa tante Louise-Auguste, tsarine de Russie.
En 1828, un jeune garçon inconnu apparut en Bavière. Cet adolescent devint célèbre sous le nom de Kaspar Hauser et son histoire fit le tour de l'Europe. Ses protecteurs crurent reconnaître en lui le fils aîné du grand-duc Charles et de la grande-duchesse Stéphanie proclamé mort subitement en 1812. La grande-duchesse douairière Stéphanie, qui le vit de loin, lui trouva une certaine ressemblance avec son feu mari et fut convaincu qu'il était son fils. Le jeune homme fut assassiné en 1833 dans des conditions aussi mystérieuses que celles de son apparition. 
Amélie ne vécut pas assez longtemps pour connaître la fin tragique de ce jeune homme énigmatique. Elle était décédée le 2 juin 1832 à Bruchsal.